# Notukeu-Willow Bunch (circonscription saskatchewanaise)
Pour les articles homonymes, voir Notukeu et Willow Bunch.
Circonscription électorale provinciale du Canada
Notukeu-Willow Bunch est une ancienne circonscription électorale provinciale de la Saskatchewan au Canada. Elle est représentée à l'Assemblée législative de la Saskatchewan de 1934 à 1975.

## Géographie
La circonscription était localisée dans le sud du lac La Vieille et autour de la ville d'Assiniboia. Le territoire de la circonscription fait maintenant partie de Wood River et Weyburn-Big Muddy.

## Liste des députés
| Parlement                                                                       | Années                                           | Député                                           | Député                                           | Parti                                            |
| Notukeu-Willow Bunch                                                            | Notukeu-Willow Bunch                             | Notukeu-Willow Bunch                             | Notukeu-Willow Bunch                             | Notukeu-Willow Bunch                             |
| Circonscription issue de Notukeu et Willow Bunch                                | Circonscription issue de Notukeu et Willow Bunch | Circonscription issue de Notukeu et Willow Bunch | Circonscription issue de Notukeu et Willow Bunch | Circonscription issue de Notukeu et Willow Bunch |
| ------------------------------------------------------------------------------- | ------------------------------------------------ | ------------------------------------------------ | ------------------------------------------------ | ------------------------------------------------ |
| 9e                                                                              | 1938–1944                                        |                                                  | Charles William Johnson                          | Libéral                                          |
| 10e                                                                             | 1944–1948                                        |                                                  | Niles Leonard Buchanan (en)                      | CCF                                              |
| 11e                                                                             | 1948–1952                                        |                                                  | Niles Leonard Buchanan (en)                      | CCF                                              |
| 12e                                                                             | 1952–1956                                        |                                                  | Niles Leonard Buchanan (en)                      | CCF                                              |
| 13e                                                                             | 1956–1960                                        |                                                  | Karl Frank Klein (en)                            | Libéral                                          |
| 14e                                                                             | 1960–1964                                        |                                                  | Karl Frank Klein (en)                            | Libéral                                          |
| 15e                                                                             | 1964–1967                                        | James Benjamin Hooker (en)                       |                                                  | Libéral                                          |
| 16e                                                                             | 1967–1971                                        | James Benjamin Hooker (en)                       |                                                  | Libéral                                          |
| 17e                                                                             | 1971–1975                                        |                                                  | Allen Willard Engel (en)                         | Néo-démocrate                                    |
| Circonscription redistribuée parmi Assiniboia-Gravelbourg et Bengough-Milestone |                                                  |                                                  |                                                  |                                                  |